# The New Times
The New Times (раніше — «Новий час», рос. Новое время, перейменований у 2007 році) — російський щотижневий суспільно-політичний журнал, що видавався з 1943 до 2017 року.
Обсяг журналу — 64 смуги. Періодичність виходу: щотижня по понеділках. Тираж видання: 50 000 примірників.

## Історія журналу
Політичний журнал, видання газети «Труд». Почав виходити в червні 1943 року в Москві, спочатку 2 рази на місяць російською мовою (до червня 1945 під назвою «Війна і робочий клас»).
З січня 1947 виходив щотижня. Видавався російською, англійською, французькою, німецькою, іспанською, польською, чеською та арабською мовами (станом на 1974 рік), а з середини 80—х — також і італійською мовою.
Висвітлював внутрішнє і міжнародне становище СРСР, проблеми радянської зовнішньої політики, актуальні події міжнародного життя.
В радянські часи журнал «Новий час», який спеціалізувався на висвітленні подій за кордоном, помітно виділявся на загальному тлі відсутністю критики західного суспільства. Зліт його популярності припав на Перебудову, але потім тиражі знизилися. В радянський час більшість зарубіжних кореспондентів журналу, за свідченням ветерана видання, письменника Леоніда Млечина, були розвідниками ПГУ і ГРУ СРСР.
10 грудня 2007 року в журналі було опубліковано статтю Наталії Морарь «Чорна каса Кремля» — про фонд, через який під час парламентських виборів 2007 року були незаконно поставлені під контроль всі основні політичні партії
Росії, від «Єдиної Росії» до опозиційних СПС і «Яблука». У 2008 році через російське посольство в Молдавії Морарь отримала офіційне повідомлення ФСБ РФ про те, що вона «становить загрозу безпеці Росії».
Сайт журналу The New Times з 2006 року став порталом з самостійним брендом NewTimes.ru. На сайті представлені новини, прямі телеефіри з гостями, відео— і аудіокоментарі політиків, діячів культури, відомих людей.
Широку популярність портал придбав після серії відеорепортажів з маршів незгодних в Москві.
У вересні 2013 року видавець The New Times Ірена Лесневська подарувала журнал журналістці Євгенії Альбац. В листопаді 2013 року Альбац у зверненні до читачів заявила: «Єдиним власником журналу буде громадянське суспільство Росії… І в цьому — унікальність The New Times: він стане першим громадським журналом в країні». Вона закликала читачів підписатися на журнал, поставивши мету зібрати 20 тисяч підписок — число, необхідне для продовження видання.
1 лютого 2016 року Роскомнагляд виніс перше попередження за весь час існування журналу — за порушення статті 4 Закону Російської Федерації «Про засоби масової інформації» (зловживання свободою масової інформації), оскільки при згадці українського руху «Правий сектор» у статті «Лише б не було війни» редакцією не було зазначено, що дана організація заборонена в Росії. РБК зазначало, що цього ж дня журнал опублікував статтю про передбачувану старшу дочку президента РФ Володимира Путіна Марію Воронцову, а сайт the New Times виявився недоступним для відвідувачів, причиною чого, за словами Альбац, стали потужні DDoS-атаки.
26 серпня 2016 року видавництво «Пушкінська площа» (належить підприємцю Олександру Мамуту), з яким журнал співпрацював з 2008 року, відмовилося друкувати черговий номер. Причиною називалася відсутність технічної можливості випустити тираж. У підсумку тираж був віддрукований в іншій друкарні, але вдвічі меншим обсягом (25 тис. номерів). Як зазначали співробітники журналу, в номері повинна була вийти стаття про нооскоп — «прилад, що реєструє зміни в ноосфері», що згадується в наукових роботах глави Адміністрації президента Антона Вайно.
У грудні 2016 року було оголошено про припинення виходу журналу в роздрібний продаж заради зниження витрат; Альбац запропонувала читачам оформити підписку, зазначивши, що вже зібраних грошей редакції не вистачить навіть до весни 2017 року.
У травні 2017 року журнал отримав попередження від Роскомнагляду за інтерв'ю «З Калуги з джихадом» з терористом Ісламської Держави родом з Калузької області, опубліковане у номері за 13 березня 2017 року, оскільки, на думку наглядового органу, воно містило ознаки виправдання тероризму.
У червні 2017 року головний редактор журналу Альбац оголосила про припинення випуску друкованої версії, однак сайт журналу продовжує працювати.